# ひたちなか市立大島中学校
ひたちなか市立大島中学校（ひたちなかしりつ おおしまちゅうがっこう）は、茨城県ひたちなか市東大島にある公立中学校。略称は「大中」（おおちゅう）。

## 沿革
- 1962年（昭和37年） - 設立。
- 1990年（平成2年） - サッカー部 全国大会出場。一回戦敗退。
- 1992年（平成4年） - 田彦中学校と分離。
- 1997年（平成9年） - 吹奏楽部 全日本アンサンブルコンテスト出場。
- 1998年（平成10年） - 吹奏楽部 全日本吹奏楽コンクール出場。
- 2001年（平成13年） - 吹奏楽部 全日本吹奏楽コンクール出場。
- 2015年（平成27年） - 女子バスケットボール部 関東大会3位、全国大会出場。
- 2016年（平成28年） - 陸上部 男子3000m 全国大会出場。
- 2017年（平成29年） - 陸上部 男子100m 全国大会出場。

## 特徴
- 田彦中学校分離前は、1学年12クラスで県内最大の中学校であった。

## 著名な出身者
- 佐藤俊介 - 吹奏楽作曲家
- 磯崎祐子 - 柔道選手
- 中谷美保子 - 柔道選手
- 一見理沙 - 柔道選手、アトランタオリンピック柔道女子66kg級代表
- 星杏璃 - バスケットボール選手